# Józef Maksymilian Ossoliński

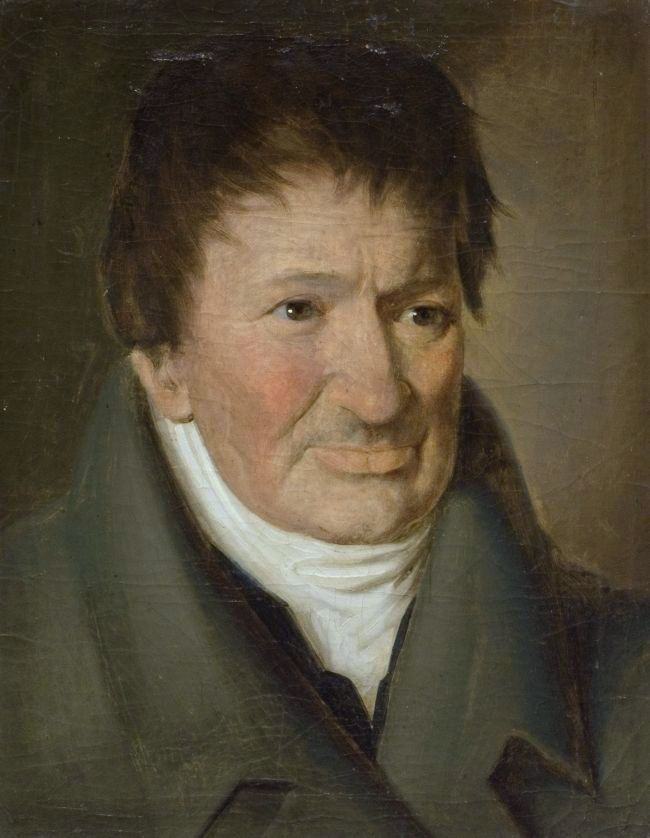
Józef Maksymilian Ossoliński.

Józef Maksymilian Ossoliński, född 1748, död den 17 mars 1826, var en polsk historiker och bibliograf.
Ossoliński var 1764-83 medarbetare i "Zabawy przyjemne i pozyteczne", men flyttade efter Polens delning till Wien, där han som medlem av en galizisk deputation genomdrev upprättandet av en lärostol i polska språket och litteraturen vid Lembergs universitet. Förutom översättningar av Seneca och Titus Livius skrev han ett polskt litteraturhistoriskt arbete, Wiadomósci historyczne krytyczne do dziejow literatury polskiéj (1819-22; 4:e upplagan 1852). Han utnämndes 1808 till geheimeråd och direktör för hovbiblioteket i Wien. 
Då klostren indrogs i Galizien, uppköpte och samlade Ossoliński en mängd gamla böcker och manuskript och grundlade 1809 i Lemberg ett bibliotek, som sedermera utvidgades och med understöd av den galiziska lantdagen omorganiserades till det stora vetenskapliga institutet, Zakład Narodowy im. Ossolińskich (Ossolinskiska nationalinstitutet, Ossolineum), som i ett stort palats i Lemberg hade omkring 100 000 böcker, 4 000 handskrifter, 1 000 diplom, 25 000 gravyrer, tavlor, vapen med mera av stort historiskt värde. Institutet utger också vetenskapliga skrifter och årsredogörelser, "Sprawodzanie z czynnosci". Det flyttades 1947 till Breslau.